# UFC on ABC: Whittaker vs. de Ridder
UFC on ABC: Whittaker vs. de Ridder (também conhecido como UFC on ABC 9) foi um evento de artes marciais mistas produzido pelo Ultimate Fighting Championship que aconteceu em 26 de julho de 2025, na Etihad Arena em Abu Dhabi, Emirados Árabes Unidos.

## Contexto
O evento marcou a 21ª visita da promoção a Abu Dhabi e a primeira desde o UFC 308 em outubro de 2024.
Uma luta no peso-médio entre o ex-campeão peso-médio do UFC (também vencedor do peso-meio-médio do The Ultimate Fighter: The Smashes) Robert Whittaker e o ex-campeão mundial dos médios e meio-pesados do ONE, Reinier de Ridder, foi a luta principal deste evento.
Uma luta no peso-pena entre Movsar Evloev e o estreante na organização Aaron Pico estava agendada para ocorrer como o co-evento principal de cinco rounds. Esperava-se brevemente que eles se encontrassem no UFC Fight Night: Burns vs. Morales em maio, mas a luta não se concretizou. Por sua vez, a menos de duas semanas deste evento, Evloev teve que se retirar devido a uma lesão e a luta foi cancelada.
Uma luta no peso-palha feminino entre Amanda Ribas e Tabatha Ricci aconteceu neste evento. A luta estava originalmente agendada para o UFC 318 uma semana antes, mas foi movida para este evento por razões desconhecidas.
Esperava-se que Asu Almabayev e Ramazan Temirov se enfrentassem em uma luta no peso-mosca no card preliminar. No entanto, Temirov se retirou devido a um teste de drogas falho no início de julho e foi substituído por Jose Ochoa.

## Prêmios de bônus
Os seguintes lutadores receberam bônus de US$ 50.000.
- Luta da Noite: Sharabutdin Magomedov vs. Marc-André Barriault
- Performance da Noite: Muslim Salikhov e Steven Nguyen